# Steve Morse

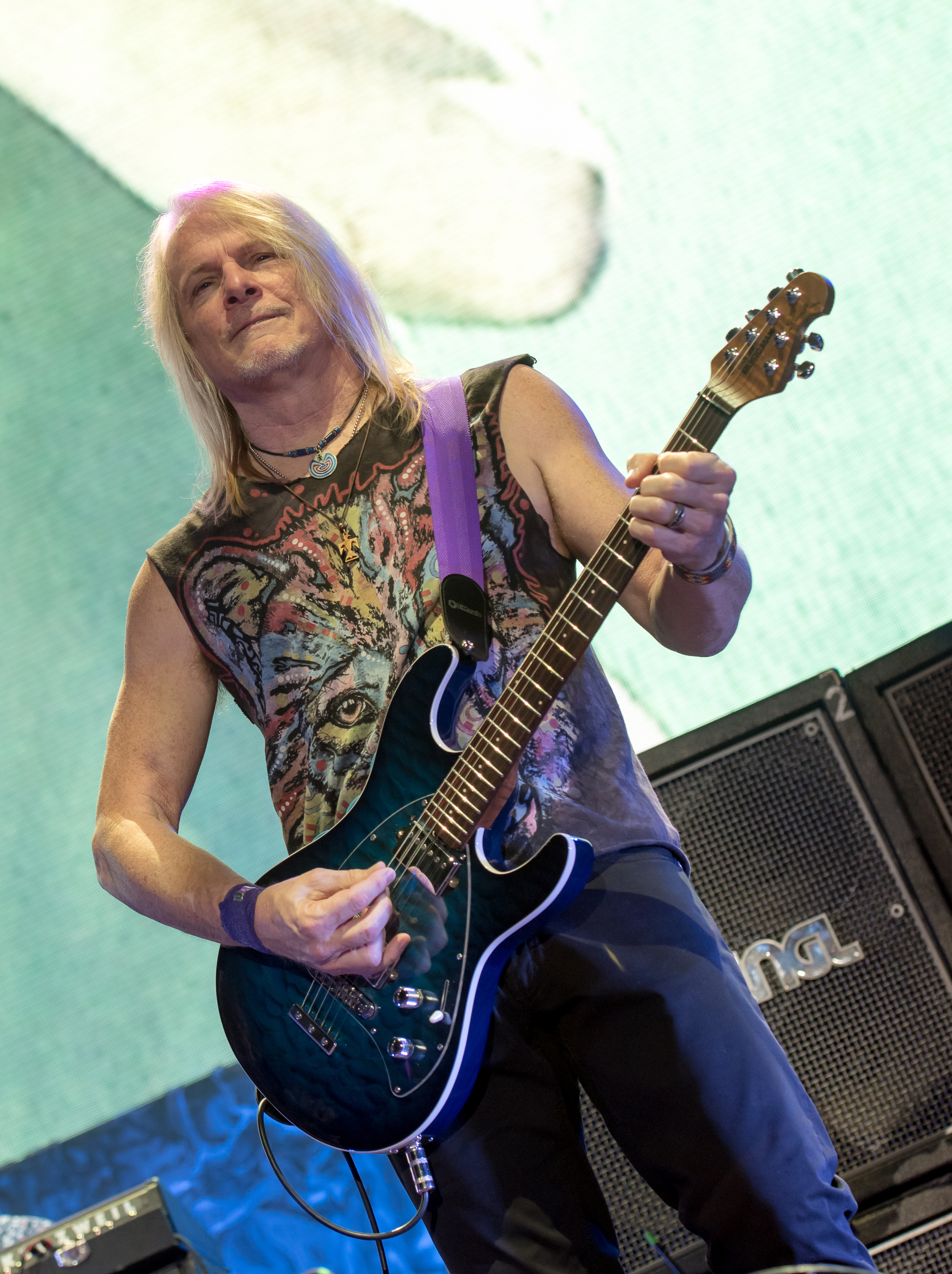
Steve Morse, 2017

Steve J. Morse (* 28. Juli 1954 in Hamilton, Ohio) ist ein US-amerikanischer Gitarrist. Er ist Mitbegründer der amerikanischen Fusion-Band Dixie Dregs und war Mitglied von Kansas und Deep Purple. Er wurde sechsmal für einen Grammy nominiert und von der Zeitschrift  Guitar Player fünfmal hintereinander zum „Guitar Player of the Year“ gewählt.

## Leben
Er studierte zunächst an der School of Music der University of Miami Jazz- und klassische Gitarre. Neben den auf rein instrumentale Musik ausgerichteten Projekten Dixie Dregs und Steve Morse Band (unter anderem mit Dave LaRue am Bass) war Morse ab 1994 festes Mitglied bei Deep Purple. Dort wurde er der Nachfolger von Ritchie Blackmore, der zuvor vorübergehend von Joe Satriani ersetzt worden war. Seit dem Frühjahr 2022 pausierte Morse, um Zeit mit seiner an Krebs erkrankten Frau verbringen zu können. Er wurde seitdem bei Live-Auftritten durch Simon McBride vertreten. Im Juli 2022 gab Deep Purple den vollständigen Austritt von Morse aus vorgenanntem Grund bekannt.
In den 1980er Jahren wirkte er maßgeblich bei der amerikanischen Progressive-Rock-Gruppe Kansas mit. Außerdem ersetzte er 1983 Al Di Meola beim Guitar-Trio mit John McLaughlin und Paco de Lucia.
2003 gründete er mit dem Bassisten Bob Daisley, dem Uriah-Heep-Schlagzeuger Lee Kerslake, dem Keyboarder Don Airey und dem Sänger Jimmy Barnes die Hardrock-Supergroup Living Loud. Das erste Album der Band trug deren Namen als Titel. Die einzige Single der Band wurde mit einem Konzertalbum von 2005 (Live in Sydney 2004) veröffentlicht.
2010 tat er sich unter dem Bandnamen Angelfire mit der amerikanischen Sängerin und Pianistin Sarah Spencer zusammen und veröffentlichte eine gleichnamige CD. 2011 wurde Morse Teil der Supergroup Flying Colors mit Mike Portnoy und Neal Morse und veröffentlichte von 2012 bis 2019 drei Alben.
Privat geht Morse der Fliegerei nach; von 1987 bis 1988 arbeitete er auch beruflich als Airline-Pilot. Musikalisch verbindet er Rock, Country, Funk, Jazz und Klassische Musik miteinander.

## Spielweise
Charakteristisch für Morses Spiel ist die akkurate Wechselschlagtechnik (Alternate Picking). Er schlägt grundsätzlich jeden Ton sehr hart an, wobei er bei schnellen Läufen zudem noch die Saiten mit dem Handballen  abdämpft. Er benutzt das Alternate Picking so konsequent, dass er auch bei klassischen Arpeggios, die sich gut für das Sweep Picking eignen, durchgehend anschlägt (zum Beispiel bei Tumeni Notes von Steve Morse oder Cascades, I’m Not Your Lover Now von Deep Purple).
Äußerst selten verwendet er Tapping- oder Legato-Techniken, die er beim Einsatz dann jedoch prägnant ausspielt. Sein Vibrato ist sehr weit und ziemlich schnell. Nach schnellen Läufen, die bei Steve Morse oft wie Anläufe zu einer Note hin wirken, dämpft er häufig diesen Zielton leicht mit der Seite des Daumens, so dass nur ein Oberton zu hören ist. Das von ihm verwendete Tonmaterial während eines Gitarrensolos basiert fast ausschließlich auf dem mixolydischen Modus oder der Dur-Pentatonik in Verbindung mit vielen chromatischen Durchgangstönen.
Morse verwendet auch ungewöhnliche Spieltechniken wie Chicken Picking oder Harp Harmonics, um ein variantenreiches Klangspektrum zu erzeugen.

## Diskografie

### Steve Morse Band
- 1984 – The Introduction
- 1985 – Stand Up
- 1989 – High Tension Wires
- 1991 – Southern Steel
- 1992 – Coast To Coast
- 1995 – Structural Damage
- 1996 – Stressfest
- 2000 – Major Impacts
- 2002 – Split Decision
- 2004 – Major Impacts 2
- 2005 – Prime Cuts
- 2008 – Steve Morse Live in New York (inkl. DVD)
- 2009 – Out Standing In Their Field
- 2009 – Prime Cuts Volume 2

DVD:
- 2002 – Sects, Dregs & Rock ’n’ Roll
- 2005 – Live in Baden-Baden ’90 (SWR-Sendung Ohne Filter)

### Dixie Dregs
- 1975 – The Great Spectacular (Demos aus der Zeit an der University Of Miami)
- 1977 – Free Fall
- 1978 – What If
- 1979 – Night of the Living Dregs (enthält acht Songs, von denen vier live beim Montreux Jazz Festival 1978 aufgenommen wurden)
- 1980 – Dregs of the Earth
- 1981 – Unsung Heroes
- 1982 – Industry Standard
- 1987 – Best of the Dixie Dregs (Kompilation)
- 1988 – Off the Road
- 1989 – Divided We Stand (Kompilation)
- 1992 – Bring ‘em Back Alive (live)
- 1994 – Full Circle
- 1997 – King Bisciut Flower Hour Presents: (live)
- 2000 – California Screamin’ (live)
- 2001 – Live in Connecticut 2001 (live, 2 CDs + Video-DVD)
- 2002 – The Millennium Collection (Kompilation)

DVD:
- 2003 – From the Front Row … Live! (Audio-DVD mit eingeblendeten Bildern, kein eigentliches Video)
- 2005 – Live At The Montreux Jazz Festival 1978

### Deep Purple
- 1996 – Purpendicular
- 1997 – Live at the Olympia ’96
- 1998 – Abandon
- 1999 – Total Abandon Australia ’99 (live)
- 1999 – In Concert With The London Symphony Orchestra
- 2001 – The Soundboard Series Australasian Tour 2001 (live)
- 2001 – Live at the Rotterdam Ahoy
- 2003 – Bananas
- 2005 – Rapture of the Deep
- 2006 – Live at Montreux 1996
- 2007 – Live at Montreux 2006
- 2011 – Live at Montreux 2011
- 2013 – Now What?!
- 2015 – From the Setting Sun … In Wacken (live)
- 2015 – … To the Rising Sun in Tokyo (live)
- 2017 – Infinite
- 2020 – Whoosh!
- 2021 – Turning to Crime

DVD:
- 1999 – Total Abandon Australia ’99 (live)
- 2000 – In Concert with the London Symphony Orchestra
- 2000 – Bombay Calling live ’95
- 2001 – New, Live & Rare The Video Collection 1984–2000
- 2002 – Perihelion (live)
- 2004 – Live Encounters…
- 2006 – Live at Montreux ’96
- 2007 – We All Came down to Montreux 2006
- 2008 – Around the World live

### Living Loud
- 2004 – Living Loud
- 2005 – Live in Sydney 2004

DVD:
- 2004 – Live Sydney Fox Studios 2004

### Kansas
- 1986 – Power
- 1988 – In the Spirit of Things
- 1998 – King Biscuit Flower Hour Presents Kansas
- 2001 – Dust in the Wind (Quality Live Concert Performance CD Audio)
- 2003 – From the Front Row … Live! (DVD-Audio)
- 2004 – Sail on - The 30th Anniversary Collection

DVD
- 2009 – There is Know Place Like Home (Live-DVD)

### Angelfire
- 2010 – Angelfire

### Flying Colors
- 2012 – Flying Colors
- 2013 – Live in Europe
- 2014 – Second Nature
- 2015 – Second Flight: Live at the Z7
- 2019 – Third Degree

### Kompilationen
- 2001 – Guitar Heroes – Best (1970–1996)

### Als Gastmusiker
- 1977 – Liza Minnelli (Tropical Nights)
- 1978 – Hotels, Motels And Road Shows
- 1979 – Rob Cassels (Evening Pastoral)
- 1980 – Steve Walsh (Schemer-Dreamer)
- 1981 – Patrick Walsh (I Wonder How Does Tarzan Shave/Cool In The Movies)
- 1983 – The Rob Cassels Band (Kamikaze Christian)
- 1986 – T Lavitz (Storytime)
- 1987 – Mark O’Connor (Stone From Which The Arch Was Made)
- 1987 – Triumph (Surveillance)
- 1988 – Lynyrd Skynyrd (Southern By The Grace Of God)
- 1988 – The Rossington Band (Love Your Man)
- 1989 – Guitar’s Practising Musicians
- 1990 – Marcel Dadi (Nashville Rendezvous)
- 1991 – Marcel Dadi (Fingers Crossing)
- 1991 – Guitar Speak III
- 1991 – Guitar’s Practising Musicians Vol. 2
- 1991 – Rock Guitar Greats
- 1992 – Jeff Watson (Lone Ranger)
- 1992 – Guitar On The Edge Vol. 1 No. 2
- 1993 – Coven, Pitrelli, O’Reilly
- 1994 – Michael Manring (Thonk)
- 1995 – Carmine Appice’s Guitar Zeus
- 1995 – Tales From Yesterday – A View From The Southside Of The Sky
- 1996 – Working Man
- 1996 – Crossfire – A Tribute To Stevie Ray (Stevie Ray Vaughan tribute)
- 1996 – Animal Magnetism
- 1996 – Kevin Crider (Signatures)
- 1996 – The Carols Of Christmas
- 1997 – Alive Down South
- 1997 – The Carols Of Christmas II
- 1997 – Merry Axemas (A Guitar Christmas)
- 1997 – Torden & Lyn (Storm)
- 1997 – Fingerstyle Guitar Nr. 25
- 1997 – Guitar Battle
- 1997 – Jazz Fusion Vol. 2
- 1999 – Guitar Techniques
- 1999 – Rock Guitarists Forever Best
- 2001 – Seventh Key
- 2001 – Manuel Barrueco (Nylon & Steel)
- 2001 – Warmth In The Wilderness – A Tribute To Jason Becker
- 2001 – Jordan Rudess (Feeding The Wheel)
- 2002 – Liona Boyd (Camoni Latino/ Latin Journey)
- 2004 – Jordan Rudess (Rhythm Of Time)
- 2004 – Mario Faciano (E-thnik)
- 2005 – Guitar Farm
- 2005 – Visions Of An Inner Mounting Apocalypse (A Fusion Guitar Tribute)
- 2006 – Back Against The Wall (Pink Floyd – The Wall tribute album)

### Lehrvideos
- 1989 – Power Lines
- 1991 – The Essential Steve Morse
- 1991 – The Complete Styles Of Steve Morse
- 1994 – Highlights

### Lehr – DVDs
- 2002 – Highlights
- 2004 – The Definitive Steve Morse